# Ola Rosling
Ola Rosling (1º novembre 1975) è uno statistico svedese, direttore, presidente e cofondatore della Gapminder Foundation.

## Biografia
Rosling ha cofondato la Gapminder Foundation insieme ad Anna Rosling Rönnlund, sua moglie, e a Hans Rosling, suo padre. Ola Rosling ha condotto lo sviluppo di Trendalyzer, un software che converte statistiche globali in grafici animati e interattivi. Il software è stato comprato da Google nel 2007.